# Flaszowiec górski
Flaszowiec górski (Annona montana Macfad.) – gatunek rośliny z rodziny flaszowcowatych (Annonaceae Juss.). Występuje naturalnie w Ameryce Centralnej i Południowej oraz na Karaibach. 

## Rozmieszczenie geograficzne
Rośnie naturalnie między innymi na Haiti, Portoryko, w Hondurasie, Kostaryce, Panamie, Kolumbii, Wenezueli, Gujanie, Surinamie, Gujanie Francuskiej, Ekwadorze, Peru, Boliwii, Paragwaju oraz Brazylii (w stanach Acre, Amazonas, Pará, Rondônia, Roraima, Tocantins, Alagoas, Bahia, Ceará, Maranhão, Pernambuco, Goiás, Mato Grosso do Sul, Mato Grosso, Espírito Santo, Minas Gerais, Rio de Janeiro, São Paulo i Parana).

## Morfologia

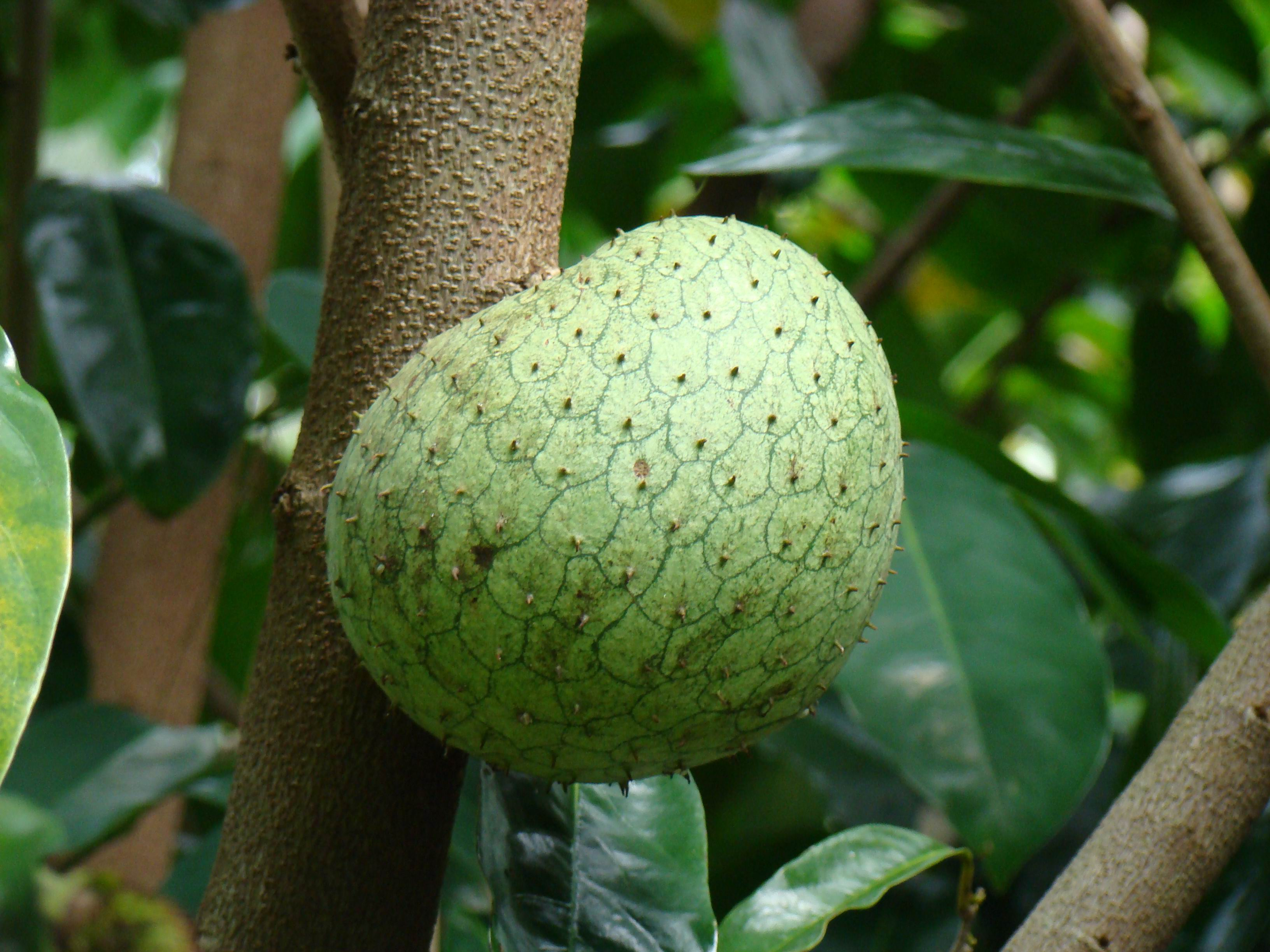
Owoc

PokrójZimozielone drzewo dorastające do 10 m wysokości. Kora ma brązowopurpurową barwę.
LiścieMają eliptyczny kształt. Nasada liścia jest klinowa. Wierzchołek jest krótko spiczasty. Ogonek liściowy jest nagi i dorasta do 12–20 mm długości.
KwiatySą pojedyncze lub zebrane w parach. Rozwijają się na pniach i gałęziach (kaulifloria). Działki kielicha mają owalny kształt i dorastają do 6 mm długości, mają ciemnozieloną barwę od wewnętrznej strony. Płatki mają owalny kształt – zewnętrzne mają brązowo-żółtawą barwę, natomiast wewnętrzne są mniejsze i są pomarańczowe. Kwiaty mają owłosione słupki o podłużnym kształcie i długości 6–7 mm.
OwoceTworzą owoc zbiorowy. Mają jajowaty lub prawie kulisty kształt. Osiągają 9,5–14 cm długości oraz 9,5–14 cm średnicy. Powierzchnia jest zielona z miękkimi i ciemnobrązowymi kolcami oraz kilkoma brązowymi włosami. Owocnia ma żółtawą barwę i jest aromatyczna.

## Biologia i ekologia
Kwitnie od maja do czerwca, natomiast owocuje od lipca do września.